# San Calogero
San Calogero – miejscowość i gmina we Włoszech, w regionie Kalabria, w prowincji Vibo Valentia.
Według danych na rok 2004 gminę zamieszkiwało 4631 osób, 185,2 os./km².